# Аршак Нерсисян
Аршак Нерсисян е арменски художник.

## Биография
Аршак Нерсисян е роден на 1 ноември 1952 г. в Армения. Завършва училище „Терлемезян“ в Ереван, а след това Художествената академия в града.
Работи като редактор в списание „Жените на Армения“ до 1993 г. Сключва брак през 1980 г. Има две деца.
През 1994 г. за първи път посещава България в качеството си на представител на частен фонд „Културата на Армения“. Престоява една година. През 1996 г. отново се връща в България, този път със семейството си. Установява се във Варна. Започва свободна практика като художник. Прави над 50 самостоятелни изложби, в частни, международни и български пленер, илюстрира книги – Арменски приказки, издадени от Силвия Хачерян и др. През 2015 г. негов куратор става проф. Аксиния Джурова, с която установяват и добро приятелство. През последните 15 г. от живота си боледува тежко от остра белодробна недостатъчност, която става и една от причините за смъртта му.[източник? (Поискан днес)]
Умира на 21 август 2021 г. в София.